# 데프니
데프니(영어: Daffney, 본명: 샤넌 클레어 스프루일, Shannon Claire Spruill, 1975년 7월 17일 ~ 2021년 9월 1일)은 미국의 배우, 여자 프로레슬링선수다. 키는 168cm 몸무게는 59kg이다. 피니쉬는 프랑켄스트리머(프랑켄슈타이너), 대프 니즈(싱글 니 페이스브레이커), 로보토미/드릴라 프롬 와실라(브릿지 스윙 피셔맨 수플렉스), 처머(스터너)로 사용을 한다.

## 수상
- WCW 크루저웨이트 챔피언 1회
- ACW 아메리칸 조시 챔피언 1회
- NWA 레슬 버밍엄 주니어 헤비웨이트 챔피언 1회